# Gymnopilus

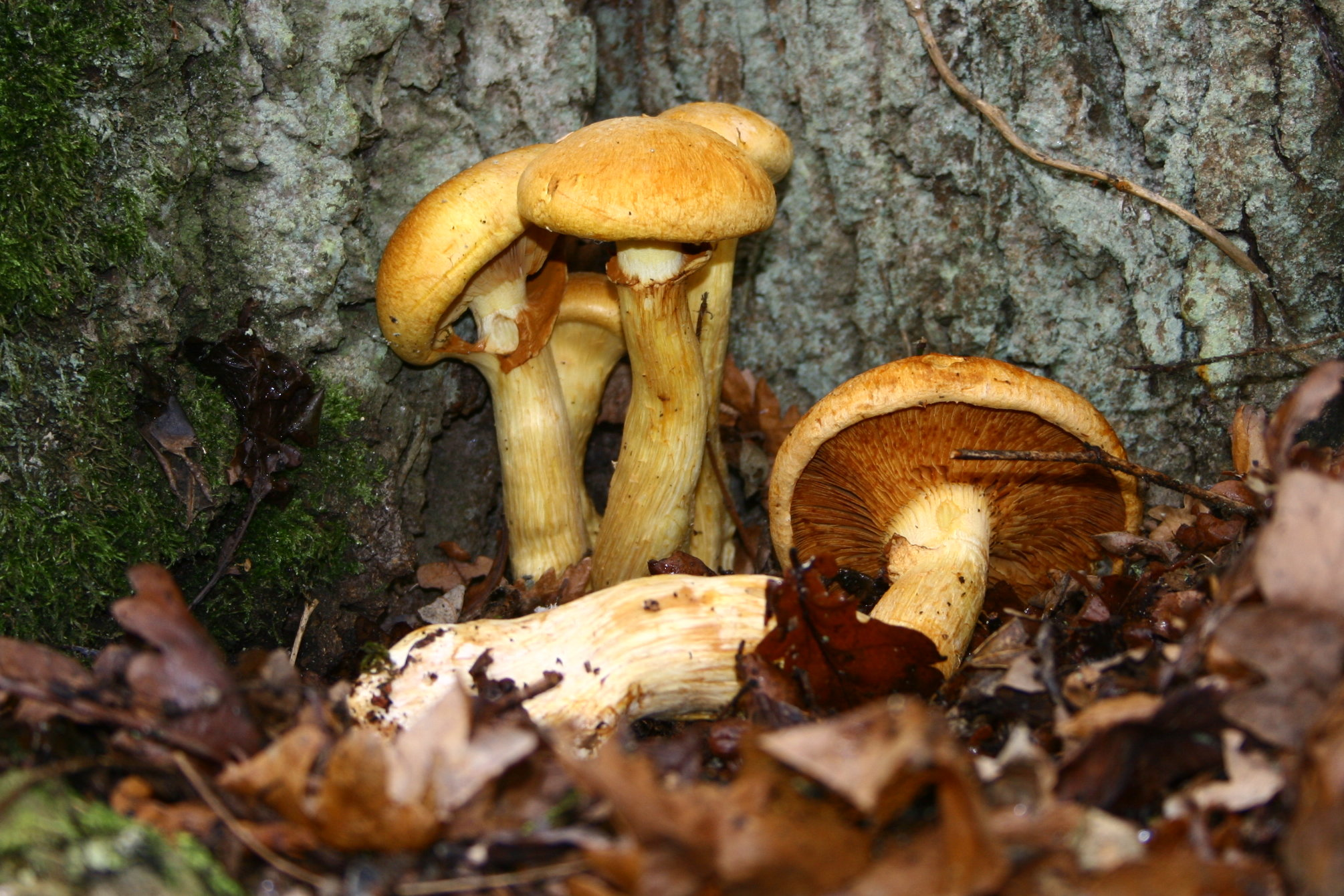
Łysak wspaniały

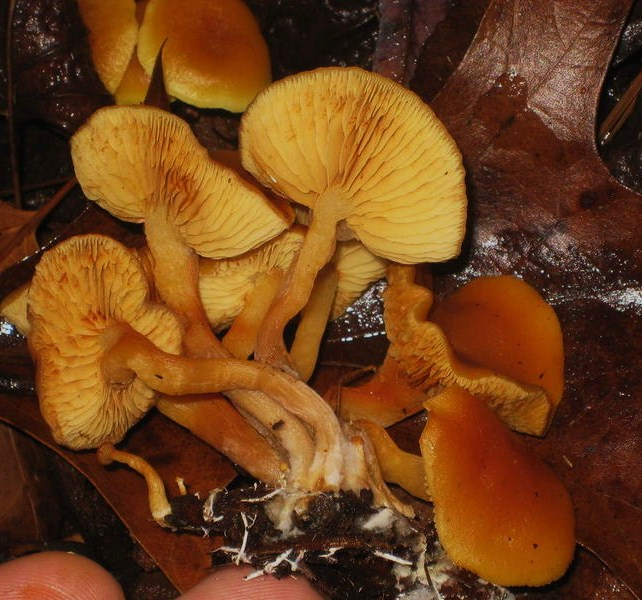
Łysak drobnołuskowy

Gymnopilus P. Karst. (łysak) – rodzaj grzybów należący do rodziny podziemniczkowatych (Hymenogastraceae).

## Charakterystyka
Małe lub średniej wielkości grzyby kapeluszowe. Owocniki przeważnie wyrastają kępkami. Kapelusz o barwie od rdzawożółtej do czerwonobrązowej, o hymenoforze blaszkowym. Blaszki początkowo jaskrawożółte lub kremowożółte, później ciemniejsze. Na trzonie zazwyczaj występują białe resztki osłony, które czasami tworzą słabo widoczną strefę pierścieniową. Tylko jeden gatunek (łysak wspaniały) posiada błoniasty pierścień. Wysyp zarodników rdzawobrązowy. Zarodniki z ornamentacją brodawkowatą do pomarszczonej, bez pory kiełkowej o ścianie przeważnie dekstrynoidalnej. Cheilocystydy w dolnej części mniej lub bardziej brzuchate z wierzchołkiem mniej lub bardziej główkowatym. Wszystkie strzępki ze sprzążkami. Smak przeważnie gorzki.
Zazwyczaj są to grzyby saprotroficzne rozwijające się na martwym drewnie, na ziemi bogatej w próchnicę, na torfie, zwęglonym drewnie i na spaleniskach. Jeden gatunek kolonizuje trawy. Rzadko rosną wśród torfowców lub pasożytniczo żerują na korzeniach lub podstawach drzew.

## Systematyka i nazewnictwo
Pozycja w klasyfikacji według Index Fungorum: Hymenogastraceae, Agaricales, Agaricomycetidae, Agaricomycetes, Agaricomycotina, Basidiomycota, Fungi.
Takson utworzył Petter Adolf Karsten w 1879 r. Synonim naukowy Fulvidula Romagn. Nazwę polską podał Władysław Wojewoda w 1987 r. W polskim piśmiennictwie mykologicznym należące do tego rodzaju gatunki opisywane były także jako bedłka, opieńka, skórzak, łuszczak, łuskwiak, ogniówka.
Gatunki występujące w Polsce:
- Gymnopilus bellulus (Peck) Murrill 1917 – łysak piękny
- Gymnopilus decipiens (Sacc.) P.D. Orton 1960[7]
- Gymnopilus flavus (Bres.) Singer 1951 – łysak kupkówkowy
- Gymnopilus fulgens (J. Favre & Maire) Singer 1951 – łysak torfowiskowy
- Gymnopilus hybridus (Gillet) Maire 1933 – łysak włóknistopierścieniowy
- Gymnopilus josserandii Antonín 2000[7]
- Gymnopilus junonius (Fr.) P.D. Orton 1960 – łysak wspaniały
- Gymnopilus liquiritiae (Pers.) P. Karst. 1879 – łysak szerokoblaszkowy
- Gymnopilus microsporus (Singer) Singer 1951 – łysak drobnozarodnikowy
- Gymnopilus neerlandicus (Huijsman) Contu 2008[7][8]
- Gymnopilus odini (Fr.) Bon & P. Roux 2002[7]
- Gymnopilus penetrans (Fr.) Murrill 1912 – łysak plamistoblaszkowy
- Gymnopilus picreus (Pers.) P. Karst. 1879 – łysak ciemnotrzonowy
- Gymnopilus sapineus (Fr.) Murrill 1912 – łysak drobnołuskowy
- Gymnopilus stabilis (Weinm.) Kühner & Romagn. 1985 – łysak czerwonopomarańczowy
- Gymnopilus subsphaerosporus (Joss.) Kühner & Romagn. 1953 – łysak kulistawozarodnikowy

Nazwy naukowe na podstawie Index Fungorum. Wykaz gatunków i nazwy polskie według Władysława Wojewody i innych.